# Banditi di Praga Turné 2011
Banditi di Praga Turné 2011 je čtvrté koncertní album české rockové skupiny Kabát. Vydáno bylo jako 2CD v roce 2011, nahráno bylo 21. dubna 2011 na koncertě v pražské O2 Areně v rámci turné Banditi di Praga 2011.

## Seznam skladeb

### Disk 1
1. Banditi di Praga
2. V pekle sudy válej
3. Buldozerem
4. Don Pedro
5. Dávám ti jeden den
6. Malá dáma
7. Dole v dole
8. Piju já, piju rád
9. Kávu si osladil
10. Na sever
11. Go satane go
12. Kalamity Jane
13. Wonder
14. Shořel náš dům

### Disk 2
1. Stará Lou
2. Starej bar
3. Bum bum tequilla
4. Ebenový hole
5. Kdeco nám zachutná
6. Lady Gag a Rin
7. Šaman
8. Bára
9. Porcelánový prasata
10. Kdo ví jestli
11. Burlaci
12. Žízeň
13. Pohoda
14. Moderní děvče
15. Schody (není uvedeno na obalu